# Journal of Ethology
Journal of Ethology (abrégé en J. Ethol.) est une revue évaluée par les pairs publiée par Springer Science+Business Media et dédiée à l'éthologie. 
Elle possède un facteur d'impact de 1,202 en 2021. Le journal est lancé en 1983, par la société éthologique du Japon, dont il est la revue officielle.
Le journal se concentre sur le domaine de l'éthologie au sens large, c'est-à-dire l'étude du comportement animal, mais également certaines notions d'écologie, d'évolution, de sciences environnementales et de zoologie.